# Путивльський табір військовополонених
Пути́вльський табір військовополонених — табір, створений 19 вересня 1939 року радянським керівництвом для утримання польських військовополонених. Проіснував декілька років, остання документальна згадка за липень 1941 року. Путивльський табір військовополонених створений на базі приміщень колишнього Софроніївського монастиря і торфорозробок, на станції Тьоткіне Московсько-Київської залізниці та розрахований на прийом 7 тис. осіб. З доведенням до 25 вересня до 10 тис. осіб.

## Причини та умови створення табору
Через декілька днів після вступу Червоної армії до східної Польщі в Радянському Союзі почалася робота зі створення таборів для утримування потенційних військовополонених. На території Радянського Союзу було вісім таборів, два з них на території Української РСР. Один було розміщено на території Сумської області у місті Путивль.

## Нормативно-правові акти та керівництво табору
Згідно з наказом НКВС СРСР від 19 вересня 1939 року «Про організацію таборів військовополонених» створювалися 8 таборів, а до кінця цього ж року — ще 2. Серед них — Путивльський, створений на базі приміщень колишнього Софроніївського монастиря і торфорозробок, на станції Тьоткіне Московсько-Київської залізниці та розрахований на прийом 7 тис. осіб. З доведенням до 25 вересня до 10 тис. осіб. Передбачалося затвердити типовий штат таборів для військовополонених; інструкцію про роботу таборів і розпорядок дня таборів військовополонених. Затвердити начальника і комісарів Путивльського табору — майора Смирнова М. М. — начальником, батальйонного комісара Васягіна С. П. — комісаром.
Директивою НКВС від 3 жовтня 1939 р. (№ 4441/б) Путивльский табір визначався для потреб утримання військовополонених солдатів (жителів воєводств, що відійшли до Німеччини) «до особливих розпоряджень». Путивльський табір був одним із перших у СРСР режимних об'єктів для військовополонених. Старожили села Нова Слобода Путивльського району згадували, що одного вересневого дня 1939 року з території колишнього Софроніївського монастиря «зник» дитячий будинок. Невдовзі там з'явилися нові господарі з НКВС, які почали створювати табір військовополонених. Його формування регулювалось нормативно-правовими актами.
У різний час до табору направлялися працівники на різні посади, яких не було у табірному штаті: 9 політкерівників — Путивльським райвійськкоматом, 20 осіб для проведення виховної роботи серед військовополонених, а також 18 осіб для роботи в особовому відділенні — Наркоматом внутрішніх справ УРСР.

## Структура та устрій
Центральною частиною табору вважався так званий «Городок», що знаходився безпосередньо на монастирській території. Чотири інші табірні дільниці — робітничі селища торфорозробок ім. ОДПУ Тьоткінського цукрокомбінату ім. Калініна Курської області. Жителі селища терміново були виселені. Спішно ремонтувалися понад 30 літніх дерев'яних бараків у селищах і під'їзні шляхи до них, виконувався значний обсяг інших господарських робіт. Організаційні питання вирішувалися майже одночасно з прийняттям перших ешелонів із військовополоненими і біженцями.
У центральній частині табору знаходилась окрема кухня, без їдальні. На ділянках встановлені окремі кухні для військових частин, де харчувався обслуговчий персонал. Військовополонені харчувалися в стандартних кухнях, на всіх ділянках у доповнення до них встановлювали польові кухні.
На території табору була організована лікарня на 50 ліжок, на ділянках знаходилися приймальні пункти для отримання медичної допомоги хворим військовополоненим. Через нестачу медпрацівників залучали до медобслуговування лікарів із військовополонених.

## Контингент полонених
Перша партія військовополонених з 1051 особи прибула на залізничну станцію Тьоткіно 22 вересня 1939 року. Протягом місяця чисельність табірного контингенту послідовно зростала (при періодичному незначному скороченні) і 21 жовтня становила найбільшу за весь час існування табору кількість — 8 753 особи (серед яких налічувалося близько тисячі цивільних осіб). Приміщення табору були переповнені: на одну людину припадало лише 0,6 м2 житлової площі.
Путивльський табір виконував роль розподільника, тож надалі кількість військовополонених у ньому почала скорочуватися. З вибуттям 20 листопада 1939 р. останніх його «постояльців» значна кількість працівників була звільнена. Однак невдовзі його знов укомплектовано особовим складом. Путивльський табір, у числі інших 5 таборів НКВС, розгортався для прийняття фінських військовополонених, але наявність полонених фінів у таборі документально не підтверджується.
Полоненими табору були лікарі, професори, журналісти, художники та інші спеціалісти, яких призвали до польського війська на початку війни, або ті, що втекли з території зайнятої німцями. Окремі з них настійливо просили дати їм роботу в СРСР.

## Умови утримання
Табірне життя вимушені були відчути повні сім'ї. Зокрема дружина і два сини поміщика з Тернопільського воєводства З. Коженевського, дружина і три сини вихідця з польського міста Торунь офіцера Ф. Клемпа.
Військовополоненим категорично заборонялося зберігати всі види зброї, спиртні напої, наркотичні та лікарські засоби, різні документи, в тому числі й особисті, гроші, цінні речі.
До порушників цих та інших правил передбачалося покарання: переведення у штрафний барак (до одного місяця) або на гауптвахту (до 20 днів). За скоєні кримінальні злочини, у тому числі за злісну непокору табірній адміністрації, винні могли бути піддані судовому переслідуванню за участю військових трибуналів.
Разом із тим дозволялося носіння форменого одягу, офіцерських відзнак і військових нагород, користування книжками, журналами, газетами, предметами вжитку та туалету, письмовим приладдям, зберігання продуктів харчування, що не швидко псуються. «Положенням» визначений і розпорядок дня: підйом — о 7 годині, відбій — о 23 годині.

## Відомі в'язні
Як свідчать документи, найстаршим за посадою і військовим званням табірним бранцем у листопаді-жовтні був прокурор Верховного цивільного суду Польщі з дисциплінарних справ, відставний полковник С. Лібкінд-Любодзецький.